# Aura (zespół muzyczny)
Aura – polska grupa wokalna powstała w maju 1975 roku.

## Powstanie zespołu i jego skład
Zespół powstał w maju 1975 roku w Warszawie. W jego skład weszli:
- Ewa Jurkiewicz

oraz byli muzycy grupy wokalnej Partita:
- Bronisław Kornaus,
- Marek Niedzielko,
- Ludmiła Zamojska.

Ewę Jurkiewicz wkrótce zastąpiła Elżbieta Brzega, a następnie Ewa Sośnicka.

## Działalność grupy
Aura zaczęła swą działalność od występów w Paryżu (Francja), a po powrocie do Polski dokonała swoich pierwszych nagrań dla radia. Towarzyszyła wielu piosenkarzom jako chórek, a także realizowała samodzielne recitale.
Występowała w Polsce oraz za granicą (Czechosłowacja, NRD, ZSRR).
Jako grupa wokalna towarzyszyła wielu znanym i popularnym artystom, m.in. Romanowi Gerczakowi, Alicji Majewskiej, Ewie Kuklińskiej, Maryli Rodowicz czy też Irenie Santor.
W 1981 zespół nagrał płytę długogrającą Aura (wydaną przez Muzę).
Grupa rozwiązała się w roku 1984.

## Najważniejsze piosenki
- Chwila marzeń
- Dzień za dniem
- Idylla przez jeden dzień
- Idź na przebój
- Komu maj
- Łączą nas
- O czym marzą ludzie w małych wioskach